# П'єтро Фросіні
П'єтро Фросіні (італ. Pietro Frosini, 9 серпня 1885, Катанія — 29 вересня 1951, Нью-Йорк) — італійський композитор і музикант, акордеоніст.

## Життєпис
Народився 9 серпня 1885 року в італійському містечку Катанія, що на Сицилії.
1898 року стає студентом магістра музики Франческо Паоло Фронтіні, під керівництвом якого вивчає композицію, гармонію тощо. 1902 року він переходить до Міланської консерваторії, щоби завершити навчання.
Року 1911 їде до Англії, де виступає перед королем Георгом V у Букінгемському палаці.
П'єтро Фросіні пішов із життя 29 вересня 1951.